# Ceglédbercel (železniční zastávka)
Ceglédbercel je železniční zastávka v maďarské obci Ceglédbercel, která se nachází v župě Pešť. Zastávka byla otevřena v roce 1847, kdy byla zprovozněna trať mezi Budapeští a Szolnokem.

## Provozní informace
Zastávka má nástupiště u obou traťových kolejí. V zastávce není možnost zakoupení jízdenky. Trať procházející zastávkou je elektrizována střídavým proudem 25 kV, 50 Hz. Provozuje ji společnost MÁV.

## Doprava
Zastavují zde pouze osobní vlaky do Kecskemétu, Szolnoku a Budapešti. Projíždějí zde vnitrostátní vlaky InterCity.

## Tratě
Stanicí prochází tato trať:
- Budapešť–Cegléd–Szolnok (MÁV 100a)